# Allium schergianum
Allium schergianum — вид трав'янистих рослин родини амарилісові (Amaryllidaceae), поширений у Туреччині, Лівані, Сирії.

## Поширення
Поширений у Туреччині, Лівані, Сирії.